# Ichthyaetus leucophthalmus
La gaviota de ojos blancos o gaviota ojiblanca (Ichthyaetus leucophthalmus) es una especie de ave caradriforme
de la familia Laridae endémica del mar Rojo. Su pariente más cercano es la gaviota cejiblanca (Ichthyaetus hemprichii). Es una de las gaviotas más raras del mundo, con una población de sólo 4000 a 6500 parejas. La especie está clasificada como casi amenazada por la UICN. La presión humana y la contaminación por hidrocarburos se consideran las principales amenazas. Como en el caso de otras gaviotas, tradicionalmente ha sido colocada en el género Larus.